# Tropidonophis punctiventris
Espèce
Synonymes
- Tropidonotus punctiventris Boettger, 1895

Statut de conservation UICN

 DD  : Données insuffisantes
Tropidonophis punctiventris est une espèce de serpents de la famille des Natricidae.

## Répartition
Cette espèce est endémique de l'archipel des Moluques en Indonésie. Elle se rencontre à Halmahera et dans les îles du Nord de l'archipel,.

## Description
L'holotype de Tropidonophis punctiventris mesure 461 mm dont 116 mm pour la queue.

## Publication originale
- Boettger, 1895 : Liste der Reptilien und Batrachier der Insel Halmaheira nach den Sammlungen Prof. Dr. W. Kükenthal's. Zoologischer Anzeiger, vol. 18, p. 116-121, 129-138 (texte intégral).